# Katalin svéd királyné
Katalin svéd királyné 1215 körül született és 1252-ben halt meg Svédországban. Apja a Folkunga-család tagja, Sune Folkesson, anyja pedig Helena Sverkersdotter, II. Sverker svéd király leánya volt. 1244-től XI. Erik svéd király felesége volt. Gyermekük nem született. Férje halála után, 1250-ben hatalmas birtokokat örökölt. Özvegy királynéként, nagy adományt tett a Gudhem kolostor javára. Ugyanebben az évben Söderköping városát nővérére, Bengta vagy Benedicta Sunesdotterre.
1965-ben szobrot emeltek neki Söderköpingben.

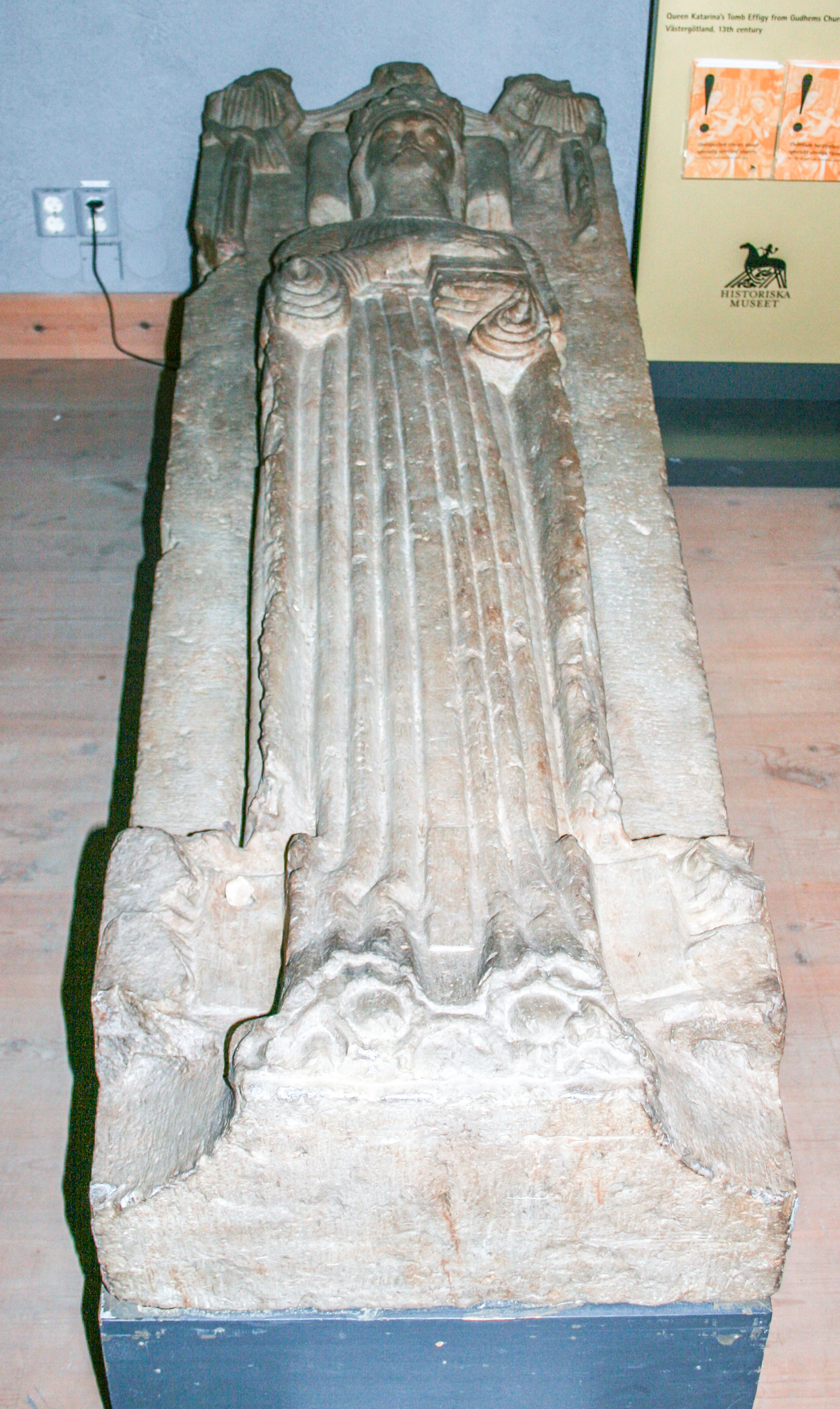
Síremléke a Historiska museetben, Gudhem kolostor templomából